# Photodégradation

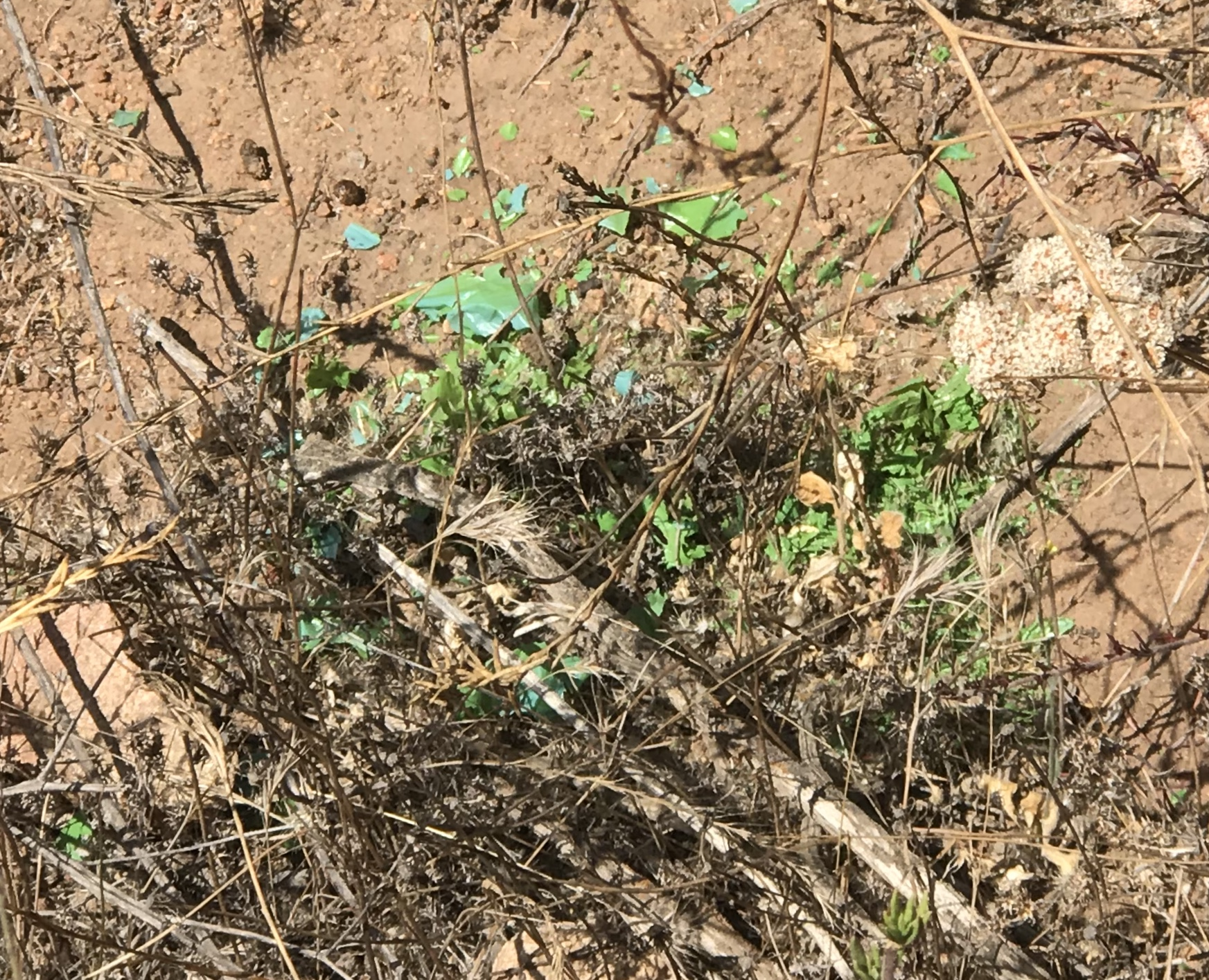
Un sachet en plastique vert pour déchets canins après trois mois d'exposition avec très peu de précipitations.

La photodégradation est la dégradation d'une molécule photodégradable causée par l'absorption de photons, en particulier ceux émis par le Soleil et correspondant aux rayonnements ultraviolet, visible et infrarouge.